# Marua
Genre
Rhabdopygella est un genre d'opilions laniatores de la famille des Assamiidae.

## Distribution
Les espèces de ce genre se rencontrent en Cameroun et au Gabon.

## Liste des espèces
Selon World Catalogue of Opiliones (18/06/2021) :
- Marua schenkeli Roewer, 1935
- Marua spinosa Roewer, 1935

## Publication originale
- Staręga, 1992 : « An annotated check-list of harvestmen, excluding Phalangiidae, of the Afrotropical Region (Opiliones). » Annals of the Natal Museum, vol. 33, no 2, p. 271–336 (texte intégral).